# (9693) Bleeker
Pour les articles homonymes, voir Bleeker (homonymie).
(9693) Bleeker est un astéroïde de la ceinture principale.

## Description
(9693) Bleeker est un astéroïde de la ceinture principale. Il fut découvert le 24 septembre 1960 à l'observatoire Palomar par Cornelis Johannes van Houten, Ingrid van Houten-Groeneveld et Tom Gehrels. Il présente une orbite caractérisée par un demi-grand axe de 2,43 UA, une excentricité de 0,21 et une inclinaison de 3,1° par rapport à l'écliptique.

## Compléments